# Rudolf Falkner

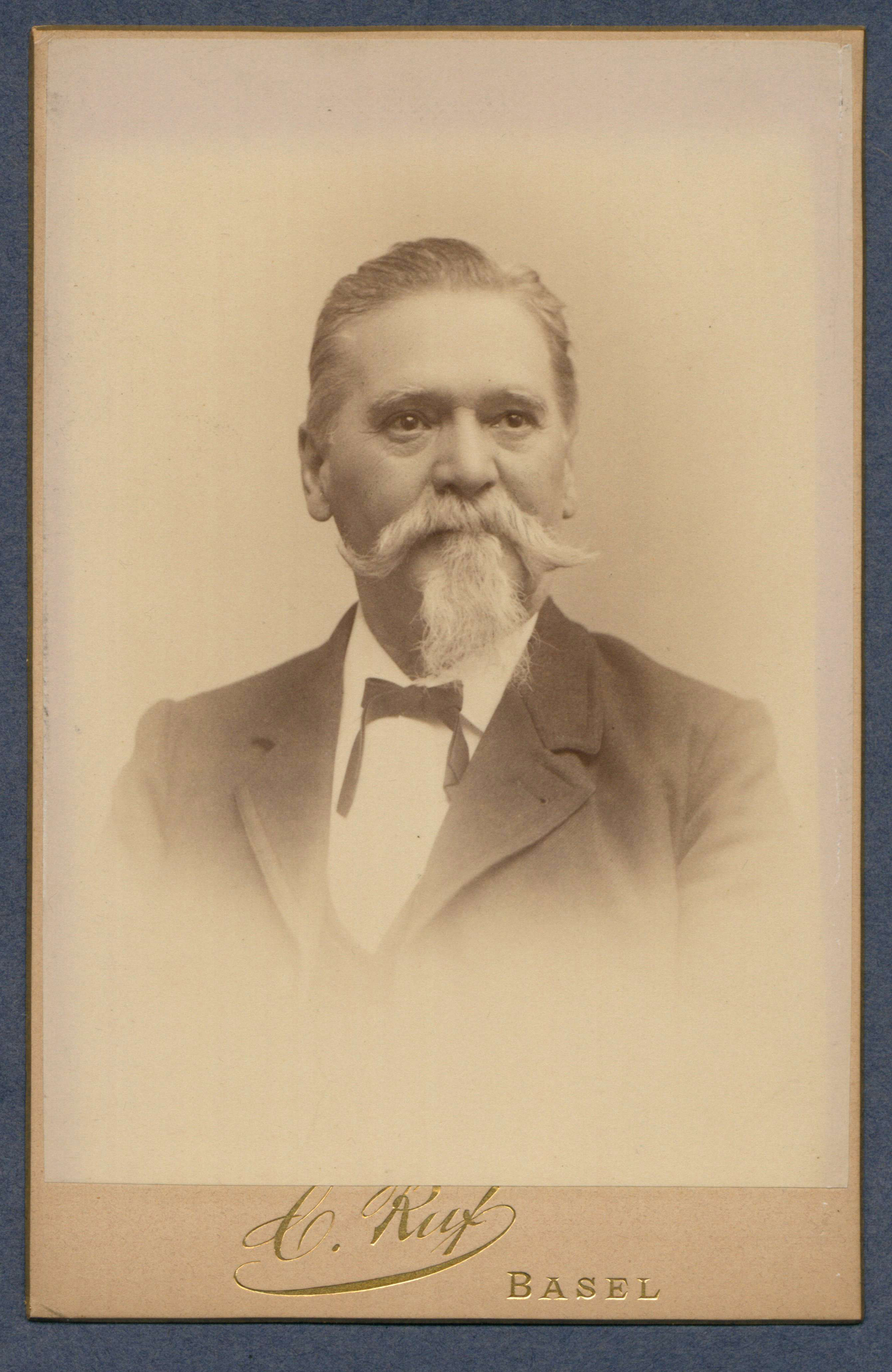
Rudolf Falkner (zwischen 1850 und 1870)

Rudolf Falkner (* 23. November 1827 in Basel; † 2. September 1898 ebenda) war ein Schweizer Politiker. Von 1875 bis 1894 war er als freisinniger Regierungsrat Vorsteher des Baudepartements.

## Leben
Rudolf Falkner wurde am 23. November 1827 in Basel als Sohn des Hutmachers Samuel Falkner und von dessen Ehefrau Helene geb. Hübscher geboren. Im Rahmen seiner Ausbildung besuchte er Schulen in Basel und Ludwigsburg. Am Polytechnikum in Karlsruhe absolvierte er ein Forstgeometerstudium. 1848 wurde er Gemeindeförster und später Kreisförster in Biel. Von 1855 bis 1873 betätigte er sich als Katastergeometer in Basel. Zusätzlich bekleidete er zwischen 1864 und 1873 das Amt als Basler Grossrat. Ab 1873 war er Mitglied des Kleinen Rats Basel, und von 1875 bis 1894 war er als Regierungsrat Vorsitzender des Baudepartements. In seine Amtszeit fiel unter anderem die Birsigkorrektion. Bis 1888 war er zudem Kommandant einer Artilleriebrigade. Zudem bekleidete er im Ehrenamt verschiedene Funktionen im Kirchenvorstand der Evangelisch-reformierten Kirche Basel.

## Birsigkorrektion
Durch die Neuvermessung der Basler Altstadt, die Überarbeitung des Übersichtsplans von Ludwig Löffel im Jahr 1876 und als Vorsteher des Baudepartements hatte Falkner grossen Einfluss auf die Bauten Ende des 19. Jahrhunderts und so auch auf die Überbauung des Birsigs im Rahmen von dessen Korrektion.
Ein erstes Vorhaben zur Kanalisierung wurde 1876 durch ein Referendum von der Stimmbevölkerung abgelehnt, da für die Bürger Basels der Bau einer neuen Rheinbrücke Vorrang hatte. 1885 wurde dann der erste Teil der Korrektion bewilligt. In einer ersten Etappe wurde der Birsig zwischen dem Barfüsserplatz und der Post kanalisiert, und die Aussentoiletten an den Gebäuden wurden durch Balkone ersetzt. 1897 folgte die Überbauung des Flusses zwischen dem Fischmarkt und der Schifflände. 1898 erlaubte der Grosse Rat von Basel auch die Überbauung des Birsigs zwischen Barfüsserplatz und Post.
Grund für die Überbauung des Birsigs war vor allem das Verhindern von Seuchen, die Basel immer wieder heimsuchten. Die Seuchen waren eine Folge der schlechten Hygiene. Fäkalien und Müll wurden achtlos im Birsig entsorgt und vergifteten so den Fluss. Spätestens mit der Choleraepidemie im Jahr 1855 wurde klar, dass es eine Korrektur des Birsigs brauchte.

## Falknerstrasse
Durch die Birsigkorrektion entstand Platz für eine neue Strasse. Diese nach Rudolf Falkner benannte Strasse verläuft parallel zur Gerbergasse und zwischen der ehemaligen Hauptpost und dem Barfüsserplatz. Sie wurde von 1899 bis 1900 gebaut und führte zu einer Verkehrsentlastung der Gerbergasse. Durch die Falknerstrasse verlaufen die Tramlinien 3, 6, 8, 11, 14, 15, 16, 17. Für den Einbau dieser Schienen mussten die zwei Häuser Gerbergasse 19 und Gerbergasse 21 abgerissen werden, so entstand vor der einstigen Post eine Art Platz. Durch die neue Strasse wurden die hinteren Fassaden vieler Häuser zu vorderen Fassaden, was den Einbau von Schaufenstern für Läden in den Erdgeschossen zur Folge hatte. So entwickelte sich die Falknerstrasse zu einem der wichtigsten Geschäftszentren Basels.